# Шаден, Иоганн Матиас
Иога́нн Ма́тиас Ша́ден (Johann Matthias Schaden; 1731—1797) — один из первых профессоров Московского университета, ректор обеих университетских гимназий.

## Биография
Родился в Пресбурге и первоначальное образование получил в гимназии этого города. В 1752 году поступил в Тюбингенский университет; получил в нём степень доктора философии и в 1756 году был приглашён в только что открытый Московский университет — на должность ректора университетских гимназий; 26 июня он вступил в исправление ректорской должности и произнёс речь «De gymnasiis in Moscovia rite aperiundis»; в ноябре составил план учения в гимназиях московского университета, изменённый впоследствии (в начале 1770-х) профессором И. Г. Шварцем, а в декабре этого же года произнёс на гимназическом акте речь «О средстве, каким образом наукам обучать и обучаться». В следующем, 1757 году, при переходе гимназистов в университет, он произнёс речь «Об обыкновении древних в раздавании награждений» (Московские ведомости. — 1758. — № 56).
Все свои предметы Шаден читал на латинском языке, на нём же задавал упражнения. В гимназии, как видно из расписания на 1757 год, Шаден преподавал 

риторику (которую делил на теоретическую и практическую), также пиитику, мифологию, руководство к чтению писателей классических, состояние военное, политическое и житие академическое, весь курс философии кратко. При том и тех по возможности удовольствует, которые высших и лучших желают наук, как-то: греческого языка, древностей римских и греческих. А есть ли найдутся, которые восточным языкам еврейскому и халдейскому учиться и оных древности рассмотреть пожелают, то он им не только в филологию руководство тех восточных языков, но и особенное наставление в языках еврейском и халдейском преподаст
В университете в 1757 году он учил «греческому языку, показывал также греческие и римские древности и введение в свободные науки, и охотникам — нумизматику и геральдику и другие к тому принадлежности»; в 1764—1765 годах он читал курсы логики, метафизики и эстетики. В 1772 году, сложив с себя звание ректора обеих гимназий, принял кафедру практической философии, которую и читал вместе с этикой до 1796 года по Винклеру, Эрнести, Федеру и Якобу, а также народное право, политику, право естественное, всеобщее государственное право по Баттелю, Бильфельду (переведенную Ф. Я. Шаховским и А. А. Барсовым), Ахенвалю. С 1778—1779 года все эти лекции Шаден перенёс с философского факультета на юридический.
Из воспоминаний Д. И. Фонвизина, Н. М. Карамзина, М. Н. Муравьева и других учеников университетской гимназии, Шаден имел огромное нравственное и интеллектуальное влияние на молодежь; особенное нравственное воздействие он оказывал на воспитанников своего пансиона. Как отмечал Карамзин, Шаден действовал «не только доказательствами разума, но и побуждениями сердца, голосом внутреннего чувства и совести, примерами и картинами». А Фонвизин, бывший довольно низкого мнения о своих преподавателях, о Шадене сказал: «Сей учёный муж имеет отменное дарование преподавать лекции и изъяснять так внятно, что успехи наши были очевидны».

## Речи Шадена
Осталось семь его речей, произнесённых в 1767—1793 годах, составленных им по-латыни. Они были переведены его учениками на русский язык и напечатаны на обоих языках. В них выражены его взгляды на государство, науку и воспитание.
Шаден высказывает свои симпатии монархическому строю, отдавая ему преимущества перед другими, и совершенно не сочувствует республиканскому. Высшее право самодержца — распространение наук и искусств, а сильнейшее средство в его руках — чувство чести, ведущее к познанию. Душа законов не в силе, как учил Гоббс, а в общем благе, стремление к которому вытекает из любви к Богу. Всякий человек должен общую пользу ставить несравненно выше личных интересов и быть готовым на самопожертвование.
Общее благо — цель жизни отдельного человека. Сообразно с этим, Шаден в монархии видное место отводил дворянству. У каждого государства должна быть своя система воспитания, вполне отвечающая его потребностям. Для успешности воспитания необходимо обращать должное внимание на религиозное чувство. О великой роли родителей в первоначальном воспитании детей и о значении частных учителей и наставников Шаден говорит особенно в своей речи «De eo, quod naturaliter justum est, in jure parentum, circa educationem liberorum» (О праве родителей в воспитании детей) от 22 апреля 1773 года. Умственный и нравственный уровень домашних воспитателей, которых, по словам Шадена, нередко берут, например, с рынков, из портных и сапожников, часто бывает очень низок, и отсюда вытекает значение хорошо устроенных школ. Университеты и гимназии должны быть «светилами государствам». Они ими и сделаются, когда в них будут учащие, 

честностью и добронравием одарённые, любовью к истине и отечеству, любовью к государю пылающие, от немаловременного упражнения искусные, опытами просвещённые, существенность и свойство монархии сведущие и, наконец, истинную честь хранящие,
 когда таких учащих будут содержать по достоинству, и когда учащиеся 

токмо достойные вводимы будут в святилище тех наук, которые мыслей требуют непорочных, душевных сил непосредственных и способных ко вмещению верховных добродетелей и мудрости превосходнейшей.
Образование Шаден сравнивал с солнцем: 

как оно все озаряет, все творит плодоносным, оживляет, по свойству каждого тела, природой дарованного, и ободряет: равномерно так просвещение и науки должны своими лучами всех проницать, всех возбуждать сердца в высоту, и прохлаждать всех увеселением, по мере звания каждого, в какое предназначил кого Зиждитель.
Религию и веру Шаден полагал в основание воспитания; их авторитету он подчинял и науку, отдавая вере разрешение таких вопросов, на которые не может ответить наука.
Одним из главных воспитательных средств Шаден считал систематическое чтение. Сам идеалист, он и своих воспитанников хотел сделать такими же. Геллерт, считавший основной задачей педагогики «воспитание сердца», так как голос сердца выше голоса рассудка, был его самым любимым писателем. Карамзин, учившийся в пансионе Шадена, вспоминал, что Геллертовы басни составляли почти всю библиотеку Шадена.